# Omans nationalmuseum
Omans nationalmuseum är ett historiskt museum i Muskat i Oman. 
Museet grundades i enlighet med ett kungligt dekret år 2013 och öppnade i nybyggda lokaler den 30 juli 2016.
Museumsbyggnaden har en yta på 13 700 m² varav 
4 000 m² används till  utställningar. Samlingarna består av mer än 12 000 föremål som belyser Omans kulturarv, varav omkring hälften visas permanent i  14 salar. 400 m² är reserverade för tillfälliga utställningar.
Museet är anpassat för besökare med särskilda behov och har till exempel  förklarande texter på punktskrift. Landets första center för konservering av antika föremål inryms också i lokalerna.